# 陳昱安殺父案
2010年9月13日，住在台北縣新莊市（現新北市新莊區）男子陳昱安長期無業，花用家中父母金錢，因不滿父親叫其外出工作，持菜刀、生魚片刀瘋狂砍殺111刀致死。2013年1月31日，中華民國最高法院依殺害直系血親尊親屬罪判處之死刑定讞，於土城看守所等候槍決。2019年1月18日，於看守所內以橡皮筋自縊身亡。

## 凶嫌
陳昱安（原名陳文雄，1982年—2019年），新北市新莊區人。因祖父（於2001年逝世）過度寵溺，戲稱會給他遺產，但由於陳男國中畢業後不升學也不工作，長期無業在家玩電腦，常遭父親叨念，因此有了行凶動機。
在行兇前曾有多次買開山刀回家，但被其父沒收。後來，陳昱安寫下了「殺父筆記本」，開始計劃殺父，並對家人不利。筆記本內容模仿韓國經典電影《朋友》，完整記載殺人方式，用字遣詞充滿怨恨；而且刀械的選用也很講究，就連「刀子的厚度也要仔細研究」，他實際利用雞骨頭來做實驗，認為刀不用長，有6吋以上，就很足以殺人，但如果刀身厚度太薄，刀身就會斷裂。所以經過屢次測試後才選擇凶器。

## 案發過程
2010年9月6日，陳父因無法忍受長子長年好吃懶做，限期他五日後搬離家中，陳嫌為此怒火中燒，決定將計畫付諸行動，隔日晚上，他先後在打鐵店及某賣場購買刀具，由於父親堅持要他搬離住處，陳嫌只好先帶著簡單行李氣憤離開。
任職紡織廠保全員的陳父，同月13日晚上11時許，要出門上大夜班，他一打開公寓大門就撞見陳嫌，陳父當場沒好氣地怒斥：「你都被趕出家門了，怎麼還有臉回來？」豈知陳嫌突然拿出預藏的刀，朝父親頸部砍去，陳父情急下撥開刀，還將陳嫌眼鏡也一併打落。
陳父眼見逆子喪心病狂，趕緊大聲呼喊救命，陳嫌卻沒住手，隨即抽出預藏在鐵門下的另一把刀，使勁往父親胸部刺，而殺紅了眼的他，又重拾原本刀具朝父親頸部、上下肢及身軀猛砍，累了還換手行兇，警方獲報趕抵時，陳父已肚破腸流，慘死於血泊之中。
陳昱安被捕時，對警方說：「不用太在意。」對於殺父行為，不知恥地聲稱：「後悔不存在我心中。」對於其他家人，陳嫌嗆聲表示恨之入骨，「我也想對他們行兇！」事後陳母對長子深感絕望，不願原諒，還寫信懇求法官判死，2013年1月30日，最高法院認定陳男極其兇惡，判死確定。

## 後續起訴審判
- 陳昱安雖領有身心障礙手冊，且有輕度精神分裂症，但自稱行兇時意識清楚且殺意強烈，在同年11月，遭板橋地檢署求處死刑。
- 2011年6月28日，板橋地方法院依殺害直系血親尊親屬罪判處死刑，同年9月，也裁定喪失遺產繼承權。
- 2012年8月15日，臺灣高等法院判處死刑、褫奪公權終身。
- 2013年1月31日，最高法院駁回上訴，所以判處死刑、褫奪公權終身定讞。[5]
- 由於法務部未簽署執行令，陳昱安的死刑一直沒有執行。[6][7]
- 2019年1月18日，陳昱安於土城看守所，持蒐集而來的橡皮筋，套於脖子自縊而亡。[8]

## 關連項目
- 林清岳弒親案
- 翁仁賢案

## 註解
1. ↑  陳昱安殺父判死定讞6年 看守所內橡皮筋勒脖自盡 （页面存档备份，存于）,中央社，2019年1月18日
2. 1 2  最高法院刑事判決: 一○二年度台上字第四四六號
3. ↑  .   [2015-04-25]. （原始内容存档于2016-04-01）.
4. ↑  【凶宅打卡】殺父筆記本之逆子111刀弒親案，蘋果日報
5. ↑  逆子111刀弒父死刑定讞 （页面存档备份，存于），蘋果日報
6. ↑  . ctwant. 2022年6月15日  [2023年10月7日]. （原始内容存档于2023年6月1日）.
7. ↑  . Yahoo News. 2019年1月19日.
8. ↑  . 鏡週刊. 2019年1月18日  [2022年6月17日]. （原始内容存档于2022年6月17日）.